# Caminhos de Sol
"Caminhos de Sol" é uma canção composta por Herman Torres e Salgado Maranhão.

## História
Foi gravada por Zizi Possi em 1981, no seu LP Um Minuto Além.
Mais de uma década depois, foi regravada pela banda Yahoo, em 1994, tendo esta versão integrado a trilha sonora da telenovela A Viagem, da TV Globo, como tema de "Lisa", personagem da atriz Andréa Beltrão.